# Buluh Pancur (Laubaleng)
Buluh Pancur is een bestuurslaag in het regentschap Karo van de provincie Noord-Sumatra, Indonesië. Buluh Pancur telt 1451 inwoners (volkstelling 2010).